# Маловидне (Бахчисарайський район)
Малови́дне (до 1945 року — Еді́ш-Елі́, крим. Ediş Eli) — село в Україні, у Бахчисарайському районі Автономної Республіки Крим. Підпорядковане Ароматненській сільській раді. Розташоване на півночі району.

## Географія
На північно-західній околиці села бере початок річка Ескі-Кишав.

## Населення
За даними перепису населення 2001 року, у селі мешкало 553 особи. Мовний склад населення села був таким:
| Мова              | Число ос. | Відсоток |
| ----------------- | --------- | -------- |
| українська        | 38        | 6,87     |
| російська         | 326       | 58,95    |
| кримськотатарська | 144       | 26,04    |
| білоруська        | 1         | 0,18     |